# Cục Cảnh sát phòng chống tội phạm sử dụng công nghệ cao
Cục Cảnh sát phòng chống tội phạm sử dụng công nghệ cao (C50) (đã chấm dứt hoạt động) là một đơn vị cũ trực thuộc Tổng cục Cảnh sát có trách nhiệm tham mưu giúp Tổng cục trưởng chỉ đạo, kiểm tra, hướng dẫn lực lượng Cảnh sát phòng, chống tội phạm sử dụng công nghệ cao trong cả nước, tiến hành các biện pháp phòng ngừa, phát hiện, điều tra xử lý tội phạm sử dụng công nghệ cao; trực tiếp tiến hành các biện pháp phòng ngừa, phát hiện, đấu tranh chống các hành vi vi phạm và tội phạm sử dụng công nghệ cao theo quy định của Pháp luật và của Bộ trưởng.

## Hoàn cảnh ra đời
Quá trình phát triển của tội phạm công nghệ cao đã hình thành từ những ngày đầu kết nối Internet ở Việt Nam vào năm 1997. Theo báo cáo đe dọa an ninh mạng năm 2017 của Symantec, Việt Nam đứng thứ 10 trong số 10 quốc gia hàng đầu khởi phát tấn công mạng. Thời điểm bùng nổ Internet ở Việt Nam cũng là thời điểm mở rộng hoat động của nhiều hình thức tội phạm cộng nghệ cao như cờ bạc, truyền bá văn hóa phẩm đồi trụy, phát tán mã độc,... đặc biệt, tội phạm mạng cũng đã trở thành mối đe dọa hàng đầu đối với an ninh quốc gia. Ngày 4 tháng 2 năm 2010, Cục Cảnh sát phòng chống tội phạm sử dụng công nghệ cao, hay Cục C50 được thành lập.

## Hoạt động
Lực lượng C50 đã triệt phá thành công nhiều đường dây cờ bạc bằng hình thức cá độ bóng đá qua mạng. Chỉ trong vòng một tuần đầu tiên khi Giải bóng đá vô địch châu Âu Euro 2016 diễn ra, C50 đã triệt phá thành công 4 chuyên án, bóc gỡ nhiều đường dây đánh bạc quy mô lớn qua mạng ở nhiều địa phương trên cả nước như Hà Nội, Hải Phòng, Hải Dương, Điện Biên,...
Tháng 8 năm 2018, Bộ Công an Việt Nam bỏ cấp Tổng cục. Cục An ninh mạng thuộc Tổng cục An ninh và Cục Cảnh sát phòng chống tội phạm sử dụng công nghệ cao thuộc Tổng cục cảnh sát sáp nhập thành Cục An ninh mạng và phòng, chống tội phạm sử dụng công nghệ cao trực thuộc Bộ Công an Việt Nam. Thiếu tướng Nguyễn Minh Chính được bổ nhiệm giữ chức vụ Cục trưởng Cục này.

## Tổ chức
Chưa có thông tin.

## Cục trưởng qua các thời kỳ
- 2.2010- cuối năm 2017, Nguyễn Thanh Hóa, Thiếu tướng (2013)[1]
- Nguyễn Minh Chính
- Bùi Thế Anh